# Maira (Tochter des Atlas)
Maira (altgriechisch Μαῖρα Maíra), Tochter des Atlas und Gemahlin des Tegeates, ist eine Gestalt der griechischen Mythologie.
Ihre Söhne waren Leimon und Skephros. Leimon tötete seinen Bruder, weil er ihn der Verleumdung bei Apollon verdächtigte, und wurde seinerseits von Artemis erschossen. Die Eltern versuchten vergeblich, die Götter zu besänftigen. Nach dem arkadischen Mythos werden – im Gegensatz zum kretischen – auch Kydon, Archedios und Gortys als Söhne des Tegeates und der Maira genannt.
Tegeates und Maira bekamen ein Grabmal auf dem Marktplatz von Tegea. Allerdings reklamierten auch die Einwohner von Mantineia Mairas Grab für sich, da in der Nähe ihrer Stadt ein nach der Atlastochter benanntes Dorf lag.